# Struga (rejon małorycki)
Struga (biał. Струга, Struha; ros. Струга, Struga) – wieś na Białorusi, w obwodzie brzeskim, w rejonie małoryckim, w sielsowiecie Wielkoryta, przy linii kolejowej Chocisław – Brześć.

## Historia
W dwudziestoleciu międzywojennym leżała w Polsce, w województwie poleskim, w powiecie brzeskim, w gminie Wielkoryta. Po II wojnie światowej w granicach Związku Sowieckiego. Od 1991 w niepodległej Białorusi.